# Vigberto de Fritzlar
Vigberto de Fritzlar (Wessex, c. 670-Fritzlar, 738), también conocido como san Vigberto, fue un monje benedictino anglosajón del monasterio de Glastonbury, misionero y discípulo de san Bonifacio.

## Biografía
Junto a san Bonifacio, viajó desde Glastonbury hasta Frisia para convertir al cristianismo a tribus locales. Cuando Bonifacio taló el famoso Roble de Thor cerca de Fritzlar en el norte de Hesse en 723, ambos construyeron una capilla con la madera del roble y en 724 crearon el monasterio benedictino en Fritzlar. Vigberto se convirtió en el primer abad y guio al monasterio al centro de la enseñanza eclesiástica. Desde 737 simultaneó ese cargo con el de abad de Ohrdruf, donde construyó una escuela para misioneros que operasen en Turingia. En ambos monasterios fue profesor de san Lulo y san Esturmio, dos eminentes misioneros y futuros abades y obispos. Vigberto moriría en 738.

## Veneración
Casi desde el momento de su muerte, Vigberto fue venerado como un santo y poesteriormente canonizado. Se le enterró en principio en la basílica de piedra de Fritzlar, que había reemplazado la legendaria capilla de madera. Lulo trasladó sus reliquias (a excepción de unos pequeños restos que permanecieron en Fritzlar) a la abadía de Hersfeld, donde es el patrón de la ciudad de Bad Hersfeld.